# Barbengründling
Der Barbengründling (Aulopyge huegelii) ist eine Fischart aus der Ordnung der Karpfenartigen. Die Art ist ein isoliert stehender Endemit und wurde früher den Gründlingen zugeordnet, jetzt aber den Flussbarben nahe gestellt. Der Barbengründling lebt am Grund schnellfließender Bäche, worin die Weibchen ihre Eier einzeln in Ritzen ablegen. Insgesamt ist über seine Biologie aber nur wenig bekannt. Kullander et al. hielten Aulopyge huegelii irrtümlich für eine Synonymbeschreibung zu Schizothorax curvifrons Heckel 1838.

## Erkennungsmerkmale
Im Unterschied zu den Barben und Gründlingen ist der Barbengründling völlig schuppenlos. Er wird meist 13 cm, maximal aber 25 cm lang und besitzt einen seitlich abgeflachten Körper mit unterständiger Mundspalte und zwei Paar Barteln auf der Oberlippe. Die Seitenlinie hat einen wellenförmigen Verlauf mit einer gelbgrünlichen Färbung sowie dunklen Marmorierungen und Punkten.

## Vorkommen
Der Barbengründling hat ein sehr kleines Verbreitungsgebiet: er kommt ausschließlich in schnellfließenden Karstgewässern Kroatiens und Bosnien-Herzegowinas vor. Ein solches endemisches Vorkommen birgt die Gefahren des Bestandrückgangs oder einer Ausrottung durch wasserbauliche Maßnahmen innerhalb der Wohngewässer. Aufgrund dieser Gefährdung wurde die Art mit Wirkung zum 1. Juli 2013 in den Anhang II der Fauna-Flora-Habitat-Richtlinie aufgenommen.